# کرایویتسه ماوه
کرایویتسه ماوه (به لهستانی:  Krajewice Małe) یک روستا در لهستان است که در گمینا زاویز واقع شده‌است.